# Alžběta de Clare
Alžběta de Clare (16. září 1295, Tewkesbury – 4. listopadu 1360, Ware) byla dědičkou panství Clare v Suffolku a Usk ve Walesu. Byla nejmladší ze tří dcer Gilberta de Clare, 6. hraběte z Hertfordu, a anglické princezny Johany, a sestrou Gilberta de Clare, který se stal po otci hrabětem. Často je uváděna jako Alžběta de Burgh kvůli svému prvnímu sňatku s Janem de Burgh. Její dva další manželé byli Theobald II. de Verdun (z rodiny komořích de Verdun) a Roger d'Amory.

## Manželství
Alžběta de Clare byla třikrát vdaná a měla tři děti; každé s jiným manželem. Její otec byl jedním z nejbohatších šlechticů Anglie a její matka byla dcera anglického krále Eduarda I. Když byl její třiadvacetiletý bezdětný bratr Gilbert, 7. hrabě z Hertfordu, zabit v roce 1314 v bitvě u Bannockburnu, jeho majetek, odhadovaný na hodnotu 6 000 £/rok, byl rovnoměrně rozdělen mezi jeho tři sestry, Alžbětu, Eleonoru a Markétu. To učinilo Alžbětu jednu z nejbohatších dědiček Anglie. Po smrt jejího prvního manžela ji strýc Eduard II. povolal z Irska zpět do Anglie, aby jí vybral nového manžela. Irsko navždy opustila v roce 1316 a zanechala tam svého malého syna Viléma.

### První manželství
Alžběta odjela se svým bratrem Gilbertem do Irska na dvojitou svatbu obou sourozenců se synem a dcerou hraběte z Ulsteru. Třináctiletá Alžběta se 30. září 1308 provdala za o devět let staršího Jana de Burgh. Ten byl dědicem hraběte z Ulsteru a Alžběta mohla očekávat, že se časem stane hraběnkou. V roce 1312 porodila jejich jediné dítě, syna; ten stal Vilémem Donnem de Burgh, 3. hrabětem z Ulsteru. O rok později byl její manžel zabit v menší potyčce. Ovdovělá Alžběta zůstala v Irsku až do smrti svého bratra Gilberta v roce 1314 v bitvě u Bannockburnu, což ji donutilo okamžitě se vrátit do Anglie.

### Druhé manželství
Eduard II. ji umístil na hrad Bristol, ale jeho plány provdat ji za jednoho ze svých příznivců byly v únoru 1316 zmařeny, když Alžbětu z Bristolu unesl bývalý irský justiciár Theobald II. de Verdun, On a Alžběta byli zasnoubení, než byla povolána zpět do Anglie. Lady Verdunovou však byla Alžběta necelých šest měsíců, Theobald zemřel 27. července 1316 v Altonu na tyfus. Zanechal po sobě tři dcery z předchozího manželství a těhotnou Alžbětu. Ta utekla do převorství Amesbury, kde zůstala pod ochranou své tety Marie de Burgh, která tam byla jeptiškou. Tam se také 21. března 1317 narodila Theobaldova dcera Isabela (pojmenovaná po královně).

### Třetí manželství
Jen několik týdnů po narození Isabely Eduard II. Alžbětu znovu provdal za Rogera D'Amoryho, lorda D'Amory a barona z Amory. D'Amory byl rytířem ve službách jejího bratra a proslavil se jako oblíbenec Eduarda II. Jako jeho manželka byla Alžběta zasažena politickými otřesy za vlády svého strýce. V květnu 1318 porodila další dceru Alžbětu. Roger byl bezohledný a násilnický a ze svého švagra, Huga Despensera mladšího, si udělal smrtelného nepřítele. D'Amory změnil strany a připojil se k hraničním pánům, vedeným Rogerem Mortimerem a Tomášem z Lancasteru, v postání známém jako válka Despenserů. Zemřel na svá zranění na hradě Tutbury ve Staffordshire po 16. březnu 1322, když byl zajat královskými vojsky v bitvě u Boroughbridge, v níž byli povstalci poraženi. Alžběta byla vítěznou frakcí zajata na hradě Usk a uvězněna se svými dětmi v klášteře v Barkingu.

## Ztráta a navrácení majetku
Alžbětin švagr Hugo Despenser mladší, pán z Glamorganu, se stal zvláštním oblíbencem krále Eduarda II. S podporou krále začal přebírat přilehlá panství v jižním Walesu s cílem upevnit své obrovské majetky. Soustředil se na vrchnosti, které držely jeho švagrové se svými manželi: Markéta a Hugo D'Audley (panství Gwynllwg nebo Newport), a Alžběta a Roger D'Amory (panství Usk). Tváří v tvář této hrozbě v květnu 1321 povstali hraniční páni z jižního Walesu, vedení D'Amorym, proti Despenserovi a dobyli jeho hrady v Caerphilly a Cardiffu. Jejich úspěch přispěl k tomu, že král 14. srpna téhož roku Huga Despensera a jeho otce vyhnal. Tento úspěch měl jen krátké trvání, protože král v říjnu 1321 povolal Despensery zpět a zahájil protiofenzívu proti hraničním pánům a jejich spojencům. Alžběta byla v lednu 1322 na hradě Usk zajata a uvězněna v londýnském klášteře Barking, její manžel o dva měsíce později zemřel. Král Alžbětu donutil, aby vymenila své panství Usk za Despenserovo méně hodnotnější panství Gower. Vzpoura královny Izabely a jejího milence Rogera Mortimera vedla v říjnu 1326 k útěku krále Eduarda II. a Huga Despensera do jižního Walesu. Zdá se, že k tomuto datu byla Alžběta zpět v rezidenci na hradě Usk a toto panství po Despenserově popravě znovu získala. Toho roku uspořádala na hradě Usk velmi propracovanou vánoční hostinu, možná částečně na oslavu smrti svého protivníka, ze které se dochoval dlouhý seznam jídla a pití. Podnikla také stavební práce na Usku a nedalekých hradech Llangibby, kde bavila své přátele, mezi nimiž byla první Marie de St Pol, hraběnka z Pembroke. Na Usku pobývala od října 1348 do dubna 1350, kdy uprchla pravděpodobně před morovou nákazou.

## Pozdější život
Po D'Amoryho smrti se Alžběta nikdy znovu nevdala. Měla také residence v klášteře Anglesey v Cambridgeshire, Great Bardfield v Essexu, a v roce 1352 si nechala v areálu františkánského kláštera Minoresses postavit dům. Dobrou představu o jejím životním stylu v posledních 25 letech jejího života lze získat z rozsáhlých dochovaných záznamů z její domácnosti. Ty vysvětlily činnost a zajišťování jídla a pití pro domácnost (v počtu až 100 osob) jedné z nejbohatších a nejvlivnějších žen 14. století. Mezi záznamy jsou práce jejího osobního zlatníka z roku 1333 a také jsou zde uvedeny její almužny a patronát nad jejími oblíbenými řeholními domy, převorstvími v Clare, Anglesey a Walsingham a klášter Denny.
Alžběta de Burgh zemřela 4. listopadu 1360 ve věku 65 let a po pohřbu stojícím 200 liber byla pohřbena v konventu Minoresses. Její hrobka se nezachovala. Její závěť s rozsáhlými odkazy je zveřejněna spolu s jejími záznamy o domácnosti. Alžbětina nejstarší dcera Isabela de Verdun se provdala za Jindřicha de Ferrers, 2. pána Ferrerse z Groby, a její mladší dcera Alžběta D'Amory za Jana Bardorfa, 3. pána Bardorfa z Wormegay, rytíře Bannereta. Její syn Vilém, 3. hrabě z Ulsteru, se oženil s Maud z Lancasteru, se kterou měl dceru Alžbětu de Burgh, 4. hraběnku z Ulsteru. Ta se stala později manželkou druhorozeného syna Eduarda III., Lionela z Antverp, 1. vévody z Clarence. Vilém byl v Irsku v roce 1333, 27 let před smrtí své matky, zavražděn.

## Vývod z předků
|                  |                                          |  |              |                                           |  |  |  |  |  |  |  | Richard z Clare, 3. hrabě z Hertfordu |
|                  |                                          |  |              |                                           |  |  |  |  |  |  |  |                                       |
|                  | Gilbert z Clare, 5. hrabě z Gloucesteru  |  |              |                                           |  |  |  |  |  |  |  |                                       |
|                  |                                          |  |              |                                           |  |  |  |  |  |  |  |                                       |
|                  |                                          |  |              | Amice FitzRobert                          |  |  |  |  |  |  |  |                                       |
|                  |                                          |  |              |                                           |  |  |  |  |  |  |  |                                       |
|                  | Richard de Clare, 6. hrabě z Gloucesteru |  |              |                                           |  |  |  |  |  |  |  |                                       |
|                  |                                          |  |              |                                           |  |  |  |  |  |  |  |                                       |
|                  |                                          |  |              | Vilém Maréchal                            |  |  |  |  |  |  |  |                                       |
|                  |                                          |  |              |                                           |  |  |  |  |  |  |  |                                       |
|                  | Isabela Marshalová                       |  |              |                                           |  |  |  |  |  |  |  |                                       |
|                  |                                          |  |              |                                           |  |  |  |  |  |  |  |                                       |
|                  |                                          |  |              | Isabela z Clare, 4. hraběnka z Pembroke   |  |  |  |  |  |  |  |                                       |
|                  |                                          |  |              |                                           |  |  |  |  |  |  |  |                                       |
|                  | Gilbert de Clare, 7. hrabě z Gloucesteru |  |              |                                           |  |  |  |  |  |  |  |                                       |
|                  |                                          |  |              |                                           |  |  |  |  |  |  |  |                                       |
|                  |                                          |  |              | Roger z Lacy                              |  |  |  |  |  |  |  |                                       |
|                  |                                          |  |              |                                           |  |  |  |  |  |  |  |                                       |
|                  | Jan z Lacy, hrabě z Lincolnu             |  |              |                                           |  |  |  |  |  |  |  |                                       |
|                  |                                          |  |              |                                           |  |  |  |  |  |  |  |                                       |
|                  |                                          |  |              | Maud z Clere                              |  |  |  |  |  |  |  |                                       |
|                  |                                          |  |              |                                           |  |  |  |  |  |  |  |                                       |
|                  | Maud de Lacy                             |  |              |                                           |  |  |  |  |  |  |  |                                       |
|                  |                                          |  |              |                                           |  |  |  |  |  |  |  |                                       |
|                  |                                          |  |              | Robert z Quincy                           |  |  |  |  |  |  |  |                                       |
|                  |                                          |  |              |                                           |  |  |  |  |  |  |  |                                       |
|                  | Markéta z Quincy                         |  |              |                                           |  |  |  |  |  |  |  |                                       |
|                  |                                          |  |              |                                           |  |  |  |  |  |  |  |                                       |
|                  |                                          |  |              | Hawisa z Chesteru, 1. hraběnka z Lincolnu |  |  |  |  |  |  |  |                                       |
|                  |                                          |  |              |                                           |  |  |  |  |  |  |  |                                       |
| Alžběta de Clare |                                          |  |              |                                           |  |  |  |  |  |  |  |                                       |
|                  |                                          |  |              |                                           |  |  |  |  |  |  |  |                                       |
|                  |                                          |  | Jan Bezzemek |                                           |  |  |  |  |  |  |  |                                       |
|                  |                                          |  |              |                                           |  |  |  |  |  |  |  |                                       |
|                  | Jindřich III. Plantagenet                |  |              |                                           |  |  |  |  |  |  |  |                                       |
|                  |                                          |  |              |                                           |  |  |  |  |  |  |  |                                       |
|                  |                                          |  |              | Isabela z Angoulême                       |  |  |  |  |  |  |  |                                       |
|                  |                                          |  |              |                                           |  |  |  |  |  |  |  |                                       |
|                  | Eduard I.                                |  |              |                                           |  |  |  |  |  |  |  |                                       |
|                  |                                          |  |              |                                           |  |  |  |  |  |  |  |                                       |
|                  |                                          |  |              | Ramon Berenguer V. Provensálský           |  |  |  |  |  |  |  |                                       |
|                  |                                          |  |              |                                           |  |  |  |  |  |  |  |                                       |
|                  | Eleonora Provensálská                    |  |              |                                           |  |  |  |  |  |  |  |                                       |
|                  |                                          |  |              |                                           |  |  |  |  |  |  |  |                                       |
|                  |                                          |  |              | Beatrix Savojská                          |  |  |  |  |  |  |  |                                       |
|                  |                                          |  |              |                                           |  |  |  |  |  |  |  |                                       |
|                  | Johana Anglická                          |  |              |                                           |  |  |  |  |  |  |  |                                       |
|                  |                                          |  |              |                                           |  |  |  |  |  |  |  |                                       |
|                  |                                          |  |              | Alfons IX. Leónský                        |  |  |  |  |  |  |  |                                       |
|                  |                                          |  |              |                                           |  |  |  |  |  |  |  |                                       |
|                  | Ferdinand III. Kastilský                 |  |              |                                           |  |  |  |  |  |  |  |                                       |
|                  |                                          |  |              |                                           |  |  |  |  |  |  |  |                                       |
|                  |                                          |  |              | Berenguela Kastilská                      |  |  |  |  |  |  |  |                                       |
|                  |                                          |  |              |                                           |  |  |  |  |  |  |  |                                       |
|                  | Eleonora Kastilská                       |  |              |                                           |  |  |  |  |  |  |  |                                       |
|                  |                                          |  |              |                                           |  |  |  |  |  |  |  |                                       |
|                  |                                          |  |              | Šimon z Dammartinu                        |  |  |  |  |  |  |  |                                       |
|                  |                                          |  |              |                                           |  |  |  |  |  |  |  |                                       |
|                  | Johana z Dammartinu                      |  |              |                                           |  |  |  |  |  |  |  |                                       |
|                  |                                          |  |              |                                           |  |  |  |  |  |  |  |                                       |
|                  |                                          |  |              | Marie z Ponthieu                          |  |  |  |  |  |  |  |                                       |
|                  |                                          |  |              |                                           |  |  |  |  |  |  |  |                                       |